# Afanasowskaja (obwód wołogodzki)
Afanasowskaja (ros. Афанасовская) – wieś w Rosji, w rejonie ust-kubińskim obwodu wołogodzkiego. W 2010 r. liczyła 70 mieszkańców.